# Capeobolus brevicaulis
Capeobolus brevicaulis är en halvgräsart som först beskrevs av Charles Baron Clarke, och fick sitt nu gällande namn av J. Browning. Capeobolus brevicaulis ingår i släktet Capeobolus och familjen halvgräs. Inga underarter finns listade i Catalogue of Life.